# Omar Kabbaj
Omar Kabbaj est Conseiller du roi Mohammed VI depuis le 22 juin 2006. Il est Président du Groupe de la Banque africaine de développement du 26 août 1995 au 1er septembre 2005.

## Biographie
Omar Kabbaj est diplômé de l'École supérieure de commerce de Toulouse (promotion 1963). Il a commencé sa carrière en juillet 1963 au Bureau de recherches et de participation minières (BRPM) en tant que chef du service de la commercialisation des minerais à la direction des participations de cet organisme.
En 1966, il est recruté à la banque nationale pour le développement économique (BNDE) d'abord en tant qu'attaché au département du contrôle des crédits. Il a ensuite été nommé Directeur du département financier de cet établissement.
En 1970, il a été nommé par le roi Hassan II, directeur général de la sucrerie nationale de Tadla (SUNAT) dont il réalise la construction et présidé au lancement de son activité. Parallèlement, Kabbaj a été attaché au secrétariat général du ministère du Commerce, de l'Industrie, des Mines et de la Marine marchande.
En 1974, le roi Hassan II a nommé Omar Kabbaj directeur général de la sucrerie nationale de canne à sucre de Sebou (SUNACAS), première sucrerie au Maroc, tout en étant chargé de mission au cabinet du ministre du commerce, de l'industrie, des mines et de la marine marchande.
En 1977, il est nommé directeur de cabinet du ministre des Finances, poste qu'il conservera jusqu'en 1979, date à laquelle il rejoint le groupe de la Banque mondiale en tant que membre de son conseil d'administration, représentant outre le Maroc, l'Algérie, la Tunisie, la Libye, l'Iran, le Ghana, Oman, l'Afghanistan et le Yémen.
En 1980, il est nommé membre du conseil d'administration du fonds monétaire international (FMI), représentant le Maroc, l'Algérie, la Tunisie, l'Iran, le Ghana, Oman et l'Afghanistan.
En 1993, il est nommé, ministre délégué auprès du Premier ministre, chargé de l'incitation économique, poste où il a la charge des affaires économiques, et des services du plan et de la statistique. À ce titre, il a eu à organiser et à réaliser le recensement général de la population de 1994.
En 1995, et sur proposition du roi Hassan II, Omar Kabbaj est élu Président du groupe de la Banque africaine de développement (BAD), qu'il a remise sur pied et réformée en profondeur après la grave crise traversée par cette institution panafricaine.
En 2000, et sur proposition du roi Mohammed VI, il est réélu à l'unanimité et par acclamation à la tête du groupe de la BAD.
En 2005, À l'issue de ce deuxième mandant, Omar Kabbaj a été élu par le conseil des gouverneurs de l'institution, Président d'honneur de la BAD.
Le 22 juin 2006, Omar Kabbaj a été nommé conseiller du souverain Mohammed VI. 
Il est également membre du conseil consultatif auprès du secrétaire général de l'ONU sur l'eau et l'assainissement (UNSGAB). Cette nomination a été faite sur proposition de SAR le prince d'Orange, prince héritier des Pays-Bas et président de ce comité.
Omar Kabbaj est aussi membre du conseil d'administration de l'Agence française de développement (AFD).

## Vie privée
Il est marié et père de quatre enfants.

## Décorations
Omar Kabbaj est décoré chevalier de l'ordre du Trône du Maroc, ainsi que les plus hautes décorations tunisiennes et burkinabè. Il a aussi été l'objet d'une motion de félicitations et d'encouragement de la chambre des représentants des États-Unis pour son œuvre à la tête de la BAD. 